# Karl Ulrich Mayer
Karl Ulrich Mayer (* 10. April 1945 in Eybach) ist ein deutscher Soziologe, Universitätsprofessor und war von Juli 2010 bis Juni 2014 Präsident der Leibniz-Gemeinschaft.

## Leben
Karl Ulrich Mayer wuchs auf in Ulm an der Donau, wo er 1964 am Humboldtgymnasium das Abitur machte. Danach studierte er zunächst Germanistik, Philosophie und Soziologie an der Universität Tübingen. 1965 ging er mit einem Fulbright-Stipendium in die USA, wo er an der Gonzaga University binnen einem Jahr den Bachelor of Arts erwarb und einen Master of Arts an der Fordham University. Er kehrte 1967 nach Deutschland zurück und arbeitete in den Folgejahren an der Universität Konstanz an seiner Promotion, die er mit der Publikation Ungleichheit und Mobilität im sozialen Bewußtsein 1973 abschloss. Parallel verwaltete er eine wissenschaftliche Assistentenstelle bei Wolfgang Zapf an der Johann Wolfgang Goethe-Universität Frankfurt am Main. An seine Promotion anschließend arbeitete er von 1972 bis 1977 als wissenschaftlicher Mitarbeiter an der Universität Mannheim und habilitierte sich dort 1977 mit einer Publikation zur sozialen Mobilität zwischen Generationen im Alter an den Fakultäten für Sozialwissenschaften und Volkswirtschaftslehre. Bis 1980 war er als Privatdozent weiter an der Universität tätig.
Ab 1979 war Mayer zunächst als Programmdirektor, dann als Geschäftsführender Direktor am neugegründeten Zentrum für Umfragen, Methoden und Analysen (ZUMA) tätig. 1983 wurde er als Direktor an das Max-Planck-Institut für Bildungsforschung in Berlin berufen und leitete dort bis 2005 den Forschungsbereich „Bildung, Arbeit und gesellschaftliche Entwicklung“.
2003 nahm er einen Ruf an die Yale University als Professor am Department of Sociology an und baute dort ein internationales Forschungszentrum auf, das Center for Research on Inequalities and the Life Course (CIQLE).
Seit 1982 hatte er zahlreiche Gastprofessuren inne, unter anderem an der Universität Zürich, Harvard University, am Europäischen Hochschulinstitut, an der University of North Carolina, Universität Pompeu Fabra und Universität Konstanz.
Zudem verfügt Karl Ulrich Mayer über langjährige Erfahrungen in der Wissenschaftspolitik. 1993 wurde er in den Wissenschaftsrat berufen und war von 1996 bis 1999 Vorsitzender der Wissenschaftlichen Kommission. Von 1999 bis 2001 war er Mitglied der Kommission zur Verbesserung der Dateninfrastruktur und von 2001 bis 2003 Vorsitzender des neugegründeten Rates für Sozial- und Wirtschaftsdaten. Er schlug die Gründung des Max-Planck-Institut für demografische Forschung in Rostock vor. Im November 2009 wählte die Mitgliederversammlung der Leibniz-Gemeinschaft Karl Ulrich Mayer zu ihrem fünften und gleichzeitig ersten hauptamtlichen Präsidenten. Am 1. Juli 2014 wurde er von Matthias Kleiner abgelöst.
Mayer ist seit mehr als 40 Jahren mit seiner Frau Martha, geb. Babiak, verheiratet und Vater von drei erwachsenen Kindern, die zwischen 1971 und 1980 geboren wurden.

## Auszeichnungen und Mitgliedschaften
- 1984: Honorarprofessor an der Freien Universität Berlin
- 1989: Mitglied der Academia Europaea
- 1995: Mitglied der Berlin-Brandenburgischen Akademie der Wissenschaften
- 1996: Ehrenmitglied der American Academy of Arts and Sciences
- 1998: Mitglied der Deutschen Akademie der Naturforscher Leopoldina[3]
- 2000: Korrespondierendes Mitglied (Corresponding Fellow) der British Academy[4]
- 2004: Master of Arts ehrenhalber der Yale University
- 2007: Stanley B. Resor Professur der Yale University
- 2013: Ehrendoktor der Universität Rostock
- 2015: Ehrensenator der Eberhard Karls Universität Tübingen
- 2021: Ehrendoktor des Europäischen Hochschulinstituts

## Schriften (Auswahl)
- Ungleichheit und Mobilität im sozialen Bewußtsein, Dissertation Universität Konstanz 1973
- Fluktuation und Umschichtung. Untersuchungen zur sozialen Mobilität in der Bundesrepublik Deutschland, Habilitation Universität Mannheim 1977
- als Herausgeber: Generationsdynamik in der Forschung (Übersetzung aus dem Englischen von Uwe Opolka), Frankfurt/Main ; New York : Campus-Verlag 1993, ISBN 978-3-593-34749-3.
- als Herausgeber: Die beste aller Welten? : Marktliberalismus versus Wohlfahrtsstaat ; eine Kontroverse [eine Kontroverse zwischen Jens Alber, Jens Beckert, Johannes Berger, Lutz Leisering und Wolfgang Streeck], Frankfurt/Main ; New York : Campus-Verlag 2001, ISBN 978-3-593-36734-7.
- mit Eva Schulze: Die Wendegeneration. Lebensläufe des Jahrgangs 1971. Campus, Frankfurt am Main 2009, ISBN 978-3-593-39036-9.